# 科扎 (別爾江斯克區)
47°1′8″N 36°29′44″E / 47.01889°N 36.49556°E
科扎（烏克蘭語：Коза）是位於烏克蘭東南部的村莊，由扎波羅熱州別爾江斯克區的安德里伊夫卡市鎮負責管轄。該村始建於1911年，面積0.69平方公里，海拔高度64米，2001年人口45，人口密度每平方公里65.4人。